# Calandreta
Le calandretas (in guascone, piccole allodole) sono scuole bilingue occitane, l'equivalente delle diwan bretoni, delle ikastolak basche o delle bressoles catalane. Fa parte dell'associazione Eskolim.
La prima calandreta vide la luce a Pau (Pirenei Atlantici) nel 1979. 

## Le scuole

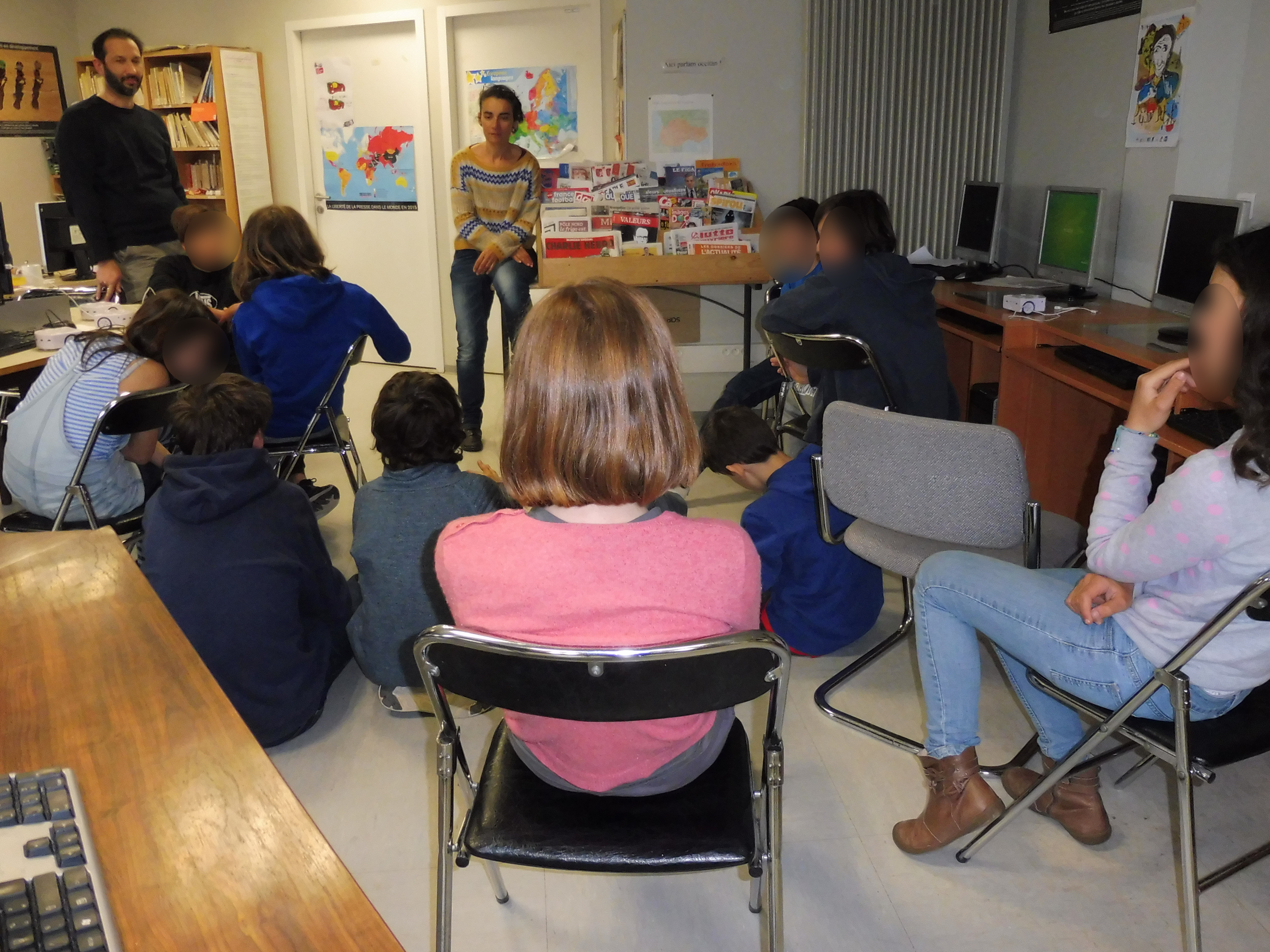
Un gruppo di studenti di 5ème di una Calandretas.

Sono l'equivalente occitano di Diwan per i bretoni, Ikastola per i baschi, La Bressola per i catalani, ABCM-Zweisprachigkeit per gli alsaziani-mosellani. Fa parte dell'associazione Eskolim.
A luglio 2016 erano 62 scuole e 3 college, distribuiti su 18 dipartimenti, per 3.614 studenti iscritti.
Le Calandretas sono scuole libere e laiche. Il metodo utilizzato è quello dell'immersione linguistica precoce. L'istruzione fornita segue i programmi del Ministero dell'educazione nazionale. Qui è attiva la pedagogia, ispirata alle tecniche Freinet, per sostenere il bambino verso l'autonomia, la condivisione e la cittadinanza. Gli insegnanti sono formati in pedagogia istituzionale e hanno beneficiato a lungo dei corsi di René Laffitte.
Ci sono quindi tre college, a Pau, Tolosa e Montpellier; un quarto aperto a Maraussan vicino a Béziers nel settembre 2018, dall'inizio dell'anno scolastico 2016, la struttura di Montpellier accoglie le classi delle scuole superiori. I primi tre laureati si sono laureati a giugno 2019.
Le Calandretas hanno un istituto di istruzione superiore occitano, l'APRENE (con sede a Béziers) dove vengono formati gli insegnanti delle scuole di Calandreta. APRENE è riconosciuto dall'Istruzione Nazionale e affiliato all'ISLRF (Istituto superiore delle lingue della Repubblica Francese).

## Curiosità
- I Fabulous Trobadors hanno dedicato una canzone alle calandretas nel loro album Ma ville est le plus beau park.
- Marcel Amont ha dedicato una canzone alla calandreta.
- Un disco (CD) Viatge en lenga, il cui progetto era quello della divulgazione di diverse forme di occitano attraverso quindici canzoni, è stato registrato dai Calandrons e dai ragazzi del programma bilingue ed è uscito nel 2008. Direzione artistica Joan Francés Tisnèr. Arrangiamenti Joan Francés Tisnèr e Romain Baudoin. Co-edizione Calandreta - Cap'Oc - Oc bi.